# Uranium One
Uranium One ist eine Uran- und Metallbergbaugesellschaft, die ein Tochterunternehmen der Uranium One Holding N.V. ist, die wiederum eine Tochtergesellschaft des russischen Staatskonzerns Rosatom ist. Uranium One war an der Börse in Toronto und in Johannesburg unter dem Kürzel SXR gelistet. Uran wurde in Kanada, Südafrika, Australien, Kasachstan sowie den USA abgebaut. Bis zum Jahr 2013 kontrollierte Uranium One 20 Prozent der Uranabbaus in den USA. 2013 wurde diese Bergbaugesellschaft von dem russischen Staatsunternehmen Rosatom übernommen.

## Geschichte
Uranium One entstand im Dezember 2005 durch den Zusammenschluss von Aflease Gold and Uranium Resources of South Africa und der kanadischen Southern Cross Resources Inc. Am 12. Februar 2007 wurde bekannt, dass Uranium One seinen Mitbewerber UrAsia Energy in einem Aktientausch übernahm. UrAsia Energy gehörte dem kanadischen Geschäftsmann Frank Giustra. Giustra hatte 2005 bei Verhandlungen mit der Hilfe von Bill Clinton in Kasachstan mit dem autoritären Herrscher Nursultan Nasarbajew den Kauf von drei Bergwerken unterzeichnet. Für Kasachstan war Clintons Besuch ein Propagandaerfolg. Wenige Monate später spendete Giustra 31,3 Millionen Dollar an die Clinton Foundation.
Uranium One wurde dann als Uranium One Inc. der zweitgrößte Produzent von Uran weltweit (nach Cameco), der eine Kapitalisierung am Aktienmarkt von etwa 3,8 Milliarden Euro aufwies. Im Aktientausch erhielten die Aktionäre von UrAsia Energy 0,45 Uranium-One-Aktien je UrAsia-Aktie, was einem Gegenwert von 7,05 kanadischen Dollar zum Schlusspreis am 9. Februar entsprach.
Uranium One erwarb mehrere Uranbergwerke in den USA.
Das Unternehmen wurde zwischen 2009 und 2013 nach und nach von der russischen Atomenergiebehörde Rosatom (Föderale Agentur für Atomenergie Russlands) übernommen. Die Übernahme wurde von der Kommission für ausländische Investitionen in den USA (CFIUS) genehmigt, an der das von Hillary Clinton geleitete Außenministeriums der Vereinigten Staaten maßgeblich beteiligt war; federführend war in diesem Vorgang das Finanzministerium. Rosatom wurde durch diesen Kauf zu einem der größten Uranproduzenten weltweit.
Rosatom beendete im Verlauf des Februars 2015 den Börsenhandel der Aktie in Toronto endgültig.
Die New York Times berichtete im April 2015 in einer großen Geschichte über Uranium One. Zwei Vorwürfe wurden in dem Artikel aufgeworfen. Erstens: Als US-Außenministerin habe Hillary Clinton 2010 nicht verhindert, dass Russland Zugriff auf 20 % der US-Uranvorkommen erhielt. Mit der Übernahme von Uranium One kam Russland dem Ziel ein Stück näher, einen großen Teil der weltweiten Uranproduktion zu kontrollieren. Zweitens: Aus dem Umfeld der Firma, die hinter diesem Deal steckte, erhielt die Clinton-Stiftung mehrere Millionen Dollar. Viele dieser Spenden wurden von der Clinton Foundation entgegen der eigenen Selbstverpflichtung nicht offengelegt.

## FBI-Untersuchung
Im Dezember 2017 wurde bekannt, dass Staatsanwälte des US-Justizministerium (DOJ) Informationen von FBI-Agenten über die Uranium-One-Ermittlungen anforderten. Aus ihnen ging hervor, dass die Bundespolizei FBI über korrupte Zusammenhänge informiert war, bevor die Uranium-One-Verkäufe bewilligt wurden und auch Bestechungsgelder nachgewiesen waren. Die Bestechungsgelder in der Höhe von insgesamt rund zwei Millionen Dollar flossen mit dem Einverständnis hochrangiger Offizieller in Russland, die an den Profiten teil hatten. Agenten benutzten einen Vertrauensmann in der russischen Nuklearindustrie, um ab 2009 Finanzakten zu sammeln, geheime Aufzeichnungen zu machen und E-Mails abzufangen. Die FBI-Untersuchung führte zur Anklage von Vadim Mikerin, dem Leiter von JSC Techsnabexport, der die US-Geschäfte von Techsnabexport (TENEX) abwickelt. Er wurde im Dezember 2015 zu 48 Monaten Freiheitsstrafe verurteilt.
Der Justizausschuss im US-Senat ging Ende 2017 der Frage nach, warum das Uranium-One-Geschäft trotz der illegalen Hintergründe bewilligt wurde.
Am 12. Januar 2018 veröffentlichte das US-Justizministerium eine Anklage, um eine Untersuchung im schon lang schwelenden Fall „Uranium One“ zu beginnen.